# Григошин Яків Пахомович
Григошин Яків Пахомович (03.11.1888 — 24.04.1939) — ерзянський поет, один з основоположників новітньої ерзянської поезії.
Народився в ерзянській селянській сім'ї. Закінчив вчительську семінарію, Саратовський університет. Працював сільським вчителем, а за сумісництвом — літературним співробітником газети "Якстере сокиця", пізніше — заступником уповноваженого зі справ мистецтв Ради народних комісарів Мордовської АРСР. Перші вірші російською та ерзянською мовою опублікував у 1920-х роках. У 1930-х у Москві та Саранську вийшли 4 поетичних збірника. До історії ерзянської літератури увійшов як поет, який заклав основи сучасного ерзянського віршування. Написав лібрето історичної опери "Кузьма Алексеев". У 1934 р. видав збірник дитячих оповідань "Толнэ" (ерз. "Вогник"). У 1938 р. був ув'язнений за брехливим доносом. Помер у тюрмі. 